# Orden der Rose

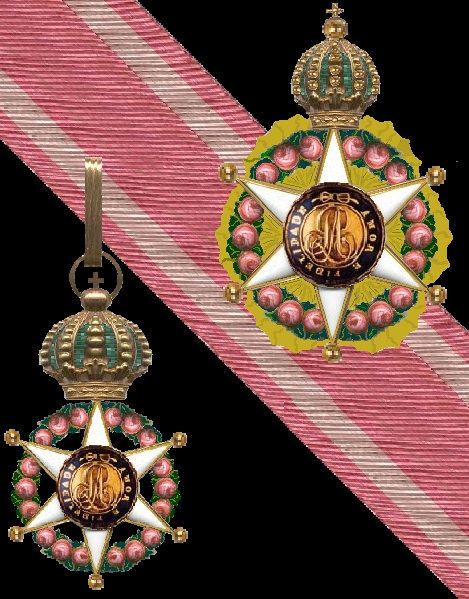
Orden der Rose, Dekoration der Großwürdenträger

Der Orden der Rose oder auch Rosenorden war ein brasilianischer Zivil- und Militärverdienstorden, der am 17. Oktober 1829 von Kaiser Pedro I. von Brasilien aus Anlass seiner Vermählung mit Amélie von Leuchtenberg gestiftet wurde. Der Orden konnte auch an Ausländer vergeben werden. Der Kaiser war Großmeister. Mit der Ausrufung der Republik 1889 wurde er offiziell aufgehoben, bis heute besteht er aber als Hausorden der Familie Orléans-Braganza weiter.

## Ordensklassen
Der Orden hatte ab 1856 sechs Klassen
- Großkreuz (beschränkt auf 16)
- Großwürdenträger (beschränkt auf 16)
- Würdenträger (beschränkt auf 32)
- Kommandeur
- Offizier
- Ritter

## Ordensdekoration
Das Ordenszeichen ist ein weiß emaillierter goldener sechsarmiger Stern mit goldenem Mittelschild. Die Vorderseite im Medaillon hat die Initialen P A (Peter und Amalie) und ist mit einem dunkelblauen Ring, der die Ordensdevise AMOR E FIDELIDADE (Liebe und Treue) trägt, umgeben.
Die Medaillonrückseite ist weiß und wie die Vorderseite blau umringt. Innen stehen die Zahlen 2. 8. 1829 und im Ring Pedro Amelia. Die Arme des Sterns sind mit einem Kranz aus Rosen verbunden.

Bruststern der Großwürdenträger

Der Bruststern ist das Ordenszeichen auf einer goldenen, gezackten Platte.
Ordenszeichen und Bruststern waren für Großkreuze, Großwürdenträger und Kommandeure mit einer goldenen Krone mit grünem Futter versehen.

## Trageweise
Großkreuze tragen das Ordenszeichen an einer aus emaillierten Rosen und kleinen Schildchen gebildeten Collane. Großwürdenträger und Würdenträger trugen das Ordenszeichen am Schulterband, Kommandeure am Hals, Offiziere und Ritter an der linken Brust.
Dazu wird bis auf die Ritter von allen Klassen der Bruststern auf der linken Brust getragen. 
Das Band ist rosa mit zwei weißen Streifen.